# Associació Catalana de Municipis i Comarques
|  | «ACMC» redirigeix aquí. Vegeu-ne altres significats a «Associació de Corredors Motociclistes de Catalunya». |

Associació Catalana de Municipis i Comarques (ACMC) és una entitat municipalista, constituïda a Vic el 3 d'octubre de 1981. per a la defensa dels interessos dels municipis i del ciutadans de Catalunya i va adoptar el compromís fundacional de cooperar en la seva reconstrucció nacional. En aquesta assemblea es van crear comissions sectorials de treball sobre l'ensenyament, els serveis socials, la sanitat i la cultura. En fou nomenat president Ramon Montañà, alcalde de Vic i el Comitè Executiu va nomenar Jacint Mateu secretari general.
L'ACM té actualment 1.018 ens públics associats.
Des del 15 de setembre de 2023, la Presidenta de l'ACM és l'alcaldessa de la Garriga, Meritxell Budó, i el Secretari General de l'entitat és Miquel Buch.

## Assemblea, Consell Nacional i Comitè Executiu
L'Assemblea és el màxim òrgan de l'ACM i està format per tots els representants dels ens locals associats. Cada ens local disposa d'un vot exercit per l'alcalde o pel càrrec electe delegat. L'Assemblea es reuneix com a mínim una vegada l'any i els acords de l'Assemblea s'adopten per majoria simple.
El Consell Nacional de l'ACM és l'òrgan de direcció de l'entitat en el període entre assemblees. Està format per un màxim de 100 membres elegits per l'Assemblea així com pels membres del Comitè Executiu. El Consell Nacional es reuneix com a mínim un cop l'any i els acords del ConsellNacional s'adopten per majoria simple.
El Comitè Executiu està integrat per un màxim de 45 membres. En són membres nats el President/a, el President/a del Fòrum Comarcal, el President/a del Fòrum de Joves Electes, els Presidents de les administracions locals supracomarcals, l'Alcalde/essa de la ciutat de Barcelona i el/la Síndic/a de l'Aran. El Comitè es reuneix com a màxim un cop cada tres mesos.

## Òrgans de govern
President
El president és elegit per l'Assemblea d'entre els seus membres i li correspon la representació legal de l'ACM. Entre altres funcions, en destaca la de vetllar pel compliment dels acords de l'Assemblea, el Consell Nacional i el Comitè Executiu.
Secretari General
El secretari general de l'ACM, dona suport tècnic al President en l'exercici de la seva responsabilitat en la planificació, organització i direcció superior de l'Associació.

## Fòrum Comarcal
El Fòrum Comarcal és l'òrgan que actualment agrupa les 43 comarques de Catalunya. Representa els interessos dels seus associats davant de l'administració i altres òrgans i institucions públiques i privades, estableix relacions de cooperació i d'altres amb associacions nacionals i internacionals amb finalitats anàlogues, regula les estructures organitzatives pertinents i facilita l'intercanvi d'informació sobre qüestions comarcals.

### Funcions
- Representació a tots els nivells dels interessos de les comarques.
- Fixació de les directrius d'actuació generals en relació amb els consells comarcals.
- Promoció i elaboració d'estudis sobre problemes i qüestions comarcals.
- Qualsevol altra finalitat que afecti directament o indirecta els associat.[cal citació]

### President actual
- Joaquim Colomer (2019-Act.)

### Presidents històrics
- Isabel Brussosa (1993-1996)
- Ramon Vall Ciuró (1996-2004)
- Gonçal Serrate (2004-2008)
- Jordi Xargay (2008-2019)

## Fòrum Joves Electes
Dins de l'Associació Catalana de Municipis i Comarques el Fòrum de Joves Electes està format per l'agrupació voluntària dels representants electes fins a 35 anys i les regidores i els regidors de joventut o conselleres i consellers comarcals de joventut de Catalunya. El Fòrum té per finalitat representar, defensar i promoure polítiques de joventut i promoure els interessos generals dels joves electes que pertanyin a ens locals o comarcals associats a l'Associació Catalana de Municipis i Comarques.

### Funcions
- Coordinació d'actuacions dels joves regidors i dels regidors de joventut.
- Promoció i elaboració d'estudis sobre problemes i qüestions dels joves regidors i de política juvenil.
- Qualsevol altra finalitat que afecti directament o indirecta els joves electes.[cal citació]

## Presidents
- 1981 - 1983 Ramon Montañà, alcalde de Vic
- 1983 - 1984 Arcadi Calzada, alcalde d'Olot
- 1984 - 1987 Josep Azuara, alcalde del Masnou
- 1987 - 1995 Juli Sanclimens, alcalde de Manresa
- 1995 - 1996 Pere Macias, alcalde d'Olot
- 1996 - 1999 Josep Grau, alcalde de Mollerussa
- 1999 - 2001 Pilar Blasco, alcaldessa de Santa Cristina d'Aro
- 2001 - 2007 Joan Maria Roig, alcalde d'Amposta[5]
- 2007 - 2011 Salvador Esteve, alcalde de Martorell[6]
- 2011 - 2018 Miquel Buch, alcalde de Premià de Mar
- 2018 - 2019 David Saldoni, alcalde de Sallent
- 2019 - 2023 Lluís Soler, alcalde de Deltebre
- 2023 - Act. Meritxell Budó, alcaldessa de la Garriga

## L'ACM al servei del món local

### Serveis Jurídics i Econòmics
El món local viu sotmès a canvis normatius constants. Des de l'Associació Catalana de Municipis es treballa per a detectar els aspectes que poden afectar el desenvolupament diari dels ens locals. S'ofereixen serveis en assessorament i informació jurídica per als ens locals amb el principal repte de mantenir l'esperit de servei i la voluntat d'oferir atenció adequada i de qualitat als seus ciutadans.

### Àmbits de treball
- Suport als tècnics i representants municipals, sobre qüestions jurídiques i econòmiques.[7]
- Elaboració d'informes jurídics que faciliten la interpretació de la legislació que afecta el món local.
- Participació en jornades i seminaris de dret local adreçats als càrrecs electes i al personal de l'administració local.
- Elaboració de notes informatives i d'anàlisi dels canvis legislatius quan afecten a l'administració local.
- Enviament i elaboració de butlletins que recullen la diversitat de canvis legislatius.
- Informació relativa a convocatòries de subvencions

### Formació
L'ACM té una clara voluntat de servei cap als electes i tècnics del món local. Per aquest motiu, s'ofereix formació que permet fomentar la millora contínua a través de jornades, cursos, tallers i postgraus. En el cas de la formació per a electes, aquesta és desenvolupada per la Fundació Aula d'Alts Estudis Electes.

### Accions formatives
L'Administració local està sotmesa a un constant canvi de normatives que afecten la tasca diària dels treballadors de l'administració. Aquest fet obliga a actualitzar els coneixements per a complementar les seves habilitats professionals.
Des de l'ACM es promou i es fa arribar la formació a tots els ajuntaments, consells comarcals i diputacions de Catalunya, donant resposta a les necessitats formatives. La formació té un paper fonamental que permet desenvolupar les competències professionals del personal que integra l'administració local i així millorar els serveis públics.

#### Pla Agrupat de formació
Amb la finalitat d'obtenir i gestionar eficaçment recursos per a la formació destinada als funcionaris i personal laboral dels ens locals, el 1996 es va constituir el Pla Agrupat, integrat per l'ACM i les Diputacions de Girona, Lleida i Tarragona, dins el marc d'AFEDAP (Acord de Formació pel treball de les Administracions Públiques) amb la col·laboració dels consells comarcals de la demarcació de Barcelona i les organitzacions sindicals Comissions Obreres (CCOO) i Unió General de Treballadors (UGT).

### Gabinet d'Estudis
El Gabinet d'Estudis té com a funció detectar noves necessitats del món local. Treballa en l'anàlisi, recerca i plantejament de qüestions relacionades amb la gestió i reptes municipals. També promou i lidera projectes amb la finalitat d'aportar eines als associats de manera que puguin ser més eficients a l'hora de desenvolupar les seves funcions.

### Central de compres
Un dels aspectes més importants que defineix l'ACM és la detecció de necessitats. Fruit d'aquesta detecció, l'ACM treballa per fer de central de compres pels ens locals. Així, es defineixen i executen alternatives i solucions perquè puguin ser una realitat per als ens locals. S'impulsa la compra agregada per als ens locals oferint un estalvi de tràmits administratius i millora econòmica dels serveis. A tall d'exemple, l'ACM duu a terme la compra agregada d'electricitat, gas o cotxes, entre d'altres.

#### Àmbits de treball
- Seguiment i anàlisi dels projectes normatius que afecten al món local.
- Impuls d'una central de compres pels ens locals de Catalunya.
- Compra agregada de béns i serveis: detecció de necessitats, definició i execució d'alternatives.

### Comunicació
Mantenir al corrent de les informacions relacionades amb el món local que afecten els associats és la tasca que desenvolupa el departament de comunicació de l'ACM. Per a fer-ho possible, l'ACM disposa de diferents recursos que faciliten la comunicació interna i externa de l'entitat.

#### Comunicació interna
Per fer arribar la informació als associats s'elabora una revista mensual amb informació referent a les diferents accions que duu a terme l'entitat. Diàriament s'envien trameses sobre temes específics que puguin ser d'interès pels associats per assegurar que reben la informació amb la màxima immediatesa.
L'ACM disposa també de dos butlletins electrònics per als associats. L'ACM 15 i l'ACM Express, són dos canals de comunicació que permeten aprofundir en aquells aspectes relacionats amb les novetats jurídiques que afecten a l'administració local.

#### Comunicació externa
La comunicació externa de l'ACM té com a pilar fonamental la pàgina web i les xarxes socials. A la finestra de l'Associació al món, es publiquen les notícies d'actualitat, informacions d'interès, prioritats d'agenda i informació institucional. És un espai on es pot trobar la informació relacionada amb el món local.
L'ACM també manté un constant contacte amb els mitjans de comunicació amb l'objectiu principal defensar el municipalisme i donar suport i dignificar socialment la tasca dels càrrecs electes i tècnics municipals.

#### Assessorament tècnic als departaments de premsa dels Ajuntaments
L'ACM posa a disposició dels ens locals associats assessorament tècnic a tots els departaments de comunicació per tal de fer més àgil i eficient la difusió de les informacions que afecten a l'ens local.

### Àmbits sectorials
Els àmbits sectorials són l'espai de reflexió temàtic que permet el coneixement a fons dels temes que competen el món local. Els objectius bàsics dels àmbits sectorials són defensar i promoure el treball dels àmbits d'actuació del món local. L'ACM disposa de 5 àmbits, relacionats directament amb les vicepresidències de l'entitat. 

#### Comissions
- Atenció a les Persones - Vicepresidenta Mercè Bosch (alcaldessa Maçanet de Cabrenys)
- Dinamització Econòmica - Vicepresident Josep Caparrós (alcalde de La Ràpita)
- Territori Digital i Sostenibilitat - Vicepresident Sergi Pedret (Alcalde de Riudoms)
- Governança Local - Vicepresident Xavi Paz (alcalde de Molins de Rei)
- Projecció Exterior i Institucional - Vicepresidenta Àstrid Desset (Alcaldessa d'Anglès)

L'ACM també participa en comissions institucionals en representació del món local. L'entitat designa representants en comissions on el seu objectiu és defensar i respectar els interessos dels associats i els seus valors fundacionals. Anualment, prop de 200 càrrecs electes locals de l'ACM representen els interessos el món local català en les més de 500 reunions de diferents comissions institucionals.